# Eurhythma epargyra
Eurhythma epargyra là một loài bướm đêm trong họ Crambidae.